# Egerszalók
Egerszalók är en ort i Ungern.   Den ligger i provinsen Heves, i den centrala delen av landet, 100 km öster om huvudstaden Budapest. Egerszalók ligger 193 meter över havet och antalet invånare är 1 952.
Terrängen runt Egerszalók är huvudsakligen platt, men åt nordost är den kuperad. Terrängen runt Egerszalók sluttar söderut. Runt Egerszalók är det ganska tätbefolkat, med 149 invånare per kvadratkilometer. Närmaste större samhälle är Eger, 5,0 km nordost om Egerszalók. Omgivningarna runt Egerszalók är en mosaik av jordbruksmark och naturlig växtlighet.